# Лазутин, Леонид Леонидович
Леонид Леонидович Лазутин (12 октября 1938, Новороссийск, Краснодарский край — 19 мая 2024) — российский геофизик, доктор физико-математических наук (1978), профессор (1985).

## Биография
Родился 12 октября 1938 в года Новороссийске.
После окончания Московского физико-технического института (1961) работал в Полярном геофизическом институте Кольского научного центра АН СССР (РАН) (г. Апатиты): инженер, младший научный сотрудник, с 1967 — зав. лаб. космических лучей, с 1992 — зав. отделом, с 1994 — зав. сектором. С мая 1990 по июль 1991 г. заместитель директора ПГИ по Апатитскому отделению.
С 1999 г. — ведущий научный сотрудник НИИ ядерной физики МГУ имени Д.В. Скобельцына, (отдел космофизических исследований (1999—2015), с 2015 г. отдел космических наук).
Кандидат физико-математических наук (1967). Доктор физико-математических наук (1978). Старший научный сотрудник (1971). Профессор (1985). Докторская диссертация:
- Рентгеновское изучение электронных высыпаний и динамика авроральной магнитосферы : диссертация … доктора физико-математических наук : 01.04.12. — Апатиты, 1977. — 466 с. : ил.

Область научных интересов: солнечно-земная физика.
Умер 19 мая 2024 года в возрасте 85 лет.

## Публикации
- Мировые и полярные магнитные бури. МГУ НИИЯФ Москва, ISBN 978-5-, 214 с.(2012)
- Catalog of Solar Proton Events in the 23rd Cycle of Solar Activity (1996−2008). Logachev Yury, Bazilevskaya Galina, Vashenyuk Eduard, Daibog Elena, Ishkov Vitaly, Lazutin Leonid, Miroshnichenko Leontyi, Nazarova Margarita, Petrenko Inna, Stupishin Alexey, Surova Galina, Yakovchouk Olesya. 2016. Geophysical Center of the Russian Academy of Sciences Moscow, Russia, 740 с.
- Рентгеновское излучение авроральных электронов и динамика магнитосферы [Текст]. — Ленинград : Наука. Ленингр. отд-ние, 1979. — 200 с. : ил.; 21 см.
- Энергичные частицы в магнитосфере Земли : [Докл. семинара, апр. 1981 г. / Редкол.: Л. Л. Лазутин (отв. ред.) и др.]. — Апатиты : Кол. фил. АН СССР, 1982. — 119 с. : граф.; 26 см.
- X-ray Emission of Auroral Electrons and Magnetospheric Dynamics, Том 14. Leonid Leonidovich Lazutin. Springer-Verlag, 1986 — Всего страниц: 220
- 2006 Космический практикум. Под ред. А.С. Ковтюха. 2-е изд., переработанное и дополненное. Панасюк М.И., Радченко В.В., Богомолов А.В., Веденькин Н.Н., Власова Н.А., Гарипов Г.К., Иванова Т.А., Ковтюх А.С., Красоткин С.А., Кузнецов С.Н., Лазутин Л.Л., Мягкова И.Н., Рейзман С.Я., Рубинштейн И.А., Свертилов С.И., Сосновец Э.Н., Тулупов В.И., Хренов Б.А., Журавлев В.М. Университетская книга Москва, ISBN 978-5-90304-006-0, 189 с.
- 2000 Физика околоземного космического пространства. Мальцев Ю.П., Яхнин А.Г., Воробьев В.Г., Лазутин Л.Л., Леонтьев С.В., Богданов Н.Н., Терещенко Е.Д., Козлова М.О., Терещенко В.Д., Терещенко В.А., Намгаладзе А.А., Юрик Р.Ю., Свердлов Ю.Д. Изд. Кольского научного центра РАН, в 3х томах Апатиты, 706 с.
- 1986 X-ray emission of auroral electrons and magnetospheric dynamics. Lazutin L.L. Springer-Verlag Berlin Heidelberg New York Tokyo, 220 с.
- 1977 Физические основы прогнозирования магнитосферных возмущений. Пудовкин М.И., Козелов В.П., Лазутин Л.Л., Tрошичев O.A., Цветков В.Д. Наука Л, 310 с.

Награждён орденом «Знак Почёта» (1967) и серебряной медалью Карла Линнея Королевской АН Швеции (1992).